# James Ingo Freed
James Ingo Freed (* 23. Juni 1930 in Essen; † 15. Dezember 2005 in Manhattan, New York City) war ein amerikanischer Architekt deutscher Abstammung.

## Leben
James Ingo Freed wurde 1930 in einer jüdischen Familie in Essen geboren. Sein Vater war Ingenieur. Freed wurde 1940 von seinen Eltern zu Verwandten nach Chicago geschickt, um dem Terror der Nationalsozialisten im Dritten Reich zu entkommen. Er studierte dann zu Beginn der 1950er Jahre in Chicago Architektur bei Mies van der Rohe am Illinois Institute of Technology. Nach Abschluss seines Studiums 1953 arbeitete er mit Mies van der Rohe am New Yorker Seagram Building mit und zog dann nach New York. 1956 wurde er Partner von Pritzker-Preisträger I. M. Pei im Architekturbüro "Pei Cobb Freed & Partners".
1975 wurde Freed Professor am Illinois Institute of Technology (IIT), von 1975 bis 1978 als Dekan der Architekturfakultät. Später lehrte er an der Cooper Union, Cornell University, the Rhode Island School of Design, Columbia University und Yale University.
James Ingo Freed war Mitglied der „Chicago Seven“ und gilt als einer der einflussreichsten Architekten der amerikanischen Nachkriegsarchitektur. 1994 wurde er zum Mitglied (NA) der National Academy of Design gewählt. Im gleichen Jahr wurde er zudem in die American Academy of Arts and Sciences sowie in die American Academy of Arts and Letters aufgenommen.
Freed war mit der Malerin und Videokünstlerin Hermine Freed (1940–1998) verheiratet. Er starb im Alter von 75 Jahren an den Folgen der Parkinson-Krankheit.

## Werk
In den 1980er Jahren gelang ihm der Durchbruch durch den Entwurf des Kongresszentrums Jacob K. Javits Convention Center in Manhattan, New York City. Ferner entwarf er die Stadtbibliothek von San Francisco und eine Gedenkstätte für die US-Luftwaffe in Arlington (Virginia). Weltweite Bekanntheit erhielt Freed durch den Entwurf des US-Holocaust-Museums in Washington, D.C., das im Jahre 1993 von Präsident Bill Clinton eröffnet wurde. Mit Türmen, die an das Vernichtungslager Auschwitz erinnern, wählte Freed ein ungewöhnliches Design, das von Kritikern hochgelobt wurde.